# HD 200039
HD 200039，又名BD+75 764，SAO 9911、HR 8043，是一颗恒星，视星等为6.05，位于銀經110.14，銀緯19.35，其B1900.0坐标为赤經20h 55m 55.1s，赤緯+75° 19.35′ 19″。